# Hochschergen
Der Hochschergen ist ein 1396 m ü. NHN hoher Gipfel in den Ammergauer Alpen.

## Geographie
Der Hochschergen befindet sich im Landkreis Garmisch-Partenkirchen auf der Grenze zwischen den Gemeinden Saulgrub und Unterammergau. Im Osten erstreckt sich das Ammertal, im Westen das Tal der Halbammer. Der Hochschergen befindet sich in der Klammspitzgruppe und ist dessen Hauptkamm nördlich vorgelagert. Etwa 1,1 km westlich des Gipfels befindet sich der 1313 m hohe Hinterschergen.